# دهستان قره کهریز
دهستان قره کهریز یکی از دهستان‌های استان مرکزی است که در بخش قره کهریز شهرستان شازند واقع شده است.